# Добричлии
Добричлии са жителите на град Добрич. Тази статия е списък с по-известните личности, свързани с града.
(по азбучен ред: фамилия, лично; ако само лично, азбучно наравно с фамилното)
- Добри Атанасов, актьор
- Свещеник-иконом Павел (Паскал) Атанасов, заслужил деятел на народното творчесто, автор на „Текнали са девет чешми“
- Ахмед III (1673 – 1736), султан
- Сабахаттин Байрамов (р. 1931 г.), писател
- Тодор Близнаков, (р. 1951), актьор
- Нели Божкова – оперна певица, починала
- Каран Будевски, български революционер, четник на ВМОРО в четата на Пейо Яворов през септември 1912 година,[1] македоно-одрински опълченец в четите на Тодор Добринович и Тодор Александров[2]
- Стоян Господинов – (1957) – главен художествен ръководител на Фолклорен Ансамбъл – „Добруджа“, почетен гражданин на Добрич.
- Адриана Будевска (1878 – 1955) – българска актриса
- Иван Бърнев – актьор
- Людмил Василев(25 октомври 1942 – 2 юли 2003), художник, виден представител на съвременната вълна, Добруджански майстори
- Калинка Вълчева – солистка в „Мистерията на българските гласове“
- Дора Габе (1888 – 1983) – българска поетеса
- Галин (поп фолк певец) – български поп фолк певец
- Бончо Генчев (1964) – футболист, бронзов медалист от мондиал САЩ 1994
- Борис Георгиев (1929 – 2017) – първият български олимпийски медалист
- Печо Господинов (1902 – 1945) – писател, публицист, дипломат
- Коста Гоцов – аграрен учен
- Галина Дурмушлийска – българска народна певица, солист на оркестъра за народна музика на БНР, почетен гражданин на Добрич
- Димана (1984) – поп-фолк певица
- Венцислав Димов (1963) – фолклорист и радио водещ
- Иван Димов (1913 – 2002) скулптор, лауреат на Димитровска награда, автор на много паметници в Добрич, в Добричка област и в България, роден в с. Телериг Добричко.
- Добринка Неделчева Димова(1929 – 2011), художник, един от най-нежните автори
- Добрин Добрев-Финиотис – (1971) Последовател на песните на Верка Сидерова, преводач и писател, член на СБП, Книги: „В родината ми топли пепелта“, „Разпалени въглени“
- Георги Енчев(Жоро-Фолка) (р. 1983 г.) певец
- Мариан Желев – писател – „Свлачище“, „Малката действителност“, „Сбогом България“, „Катастрофа“.
- Павел Желязков (1881 – 1906), български революционер от ВМОРО
- Алекси Иванов (1922 – 1997) – вицепремиер и министър на земеделието и горите в комунистическото управление на НРБ (от март 1986 до декември 1988) и секретар на ПП на БЗНС – казионен (от декември 1976 до декември 1989)
- Петко Иванов – аграрен учен
- Петър Иванов – аграрен учен
- Стоян Иванов – служител на ДС, писател-историк
- Христо Иванов (1916 – 2004) – български професор по органична химия
- Людмил Иларионов (1974) – режисьор
- Дилян Илиев – футболист, юношески и национален вратар на България до 2002 година, достигнал Втора Бундеслига
- Йордан Йовков (1880 – 1937) – български писател
- Александър Караиванов (1925 – 2006) – аграрен учен
- акад. Пламен Карталов (1948) – оперен режисьор
- Ибрахим Касимов (1938 – 2007) – аграрен учен
- Силвия Кацарова – естрадна певица, вокалистка на LZ
- Бисер Киров – български поп-певец, музикант, композитор и дипломат
- Христо Кирчев, (р. 1944), инженер и политик, народен представител
- Борис Клочков – аграрен учен
- Климент Колев – Топ мениджър на България в сферата на туризма (2007, 2008, 20010), Участник в редица социални форуми и благотворителни инициативи в Държавите от Близкия изток и Африка. Писател. Автор на пътеписа „До Китай и обратно“
- Христо Контев – аграрен учен
- Галин Костадинов (1978) Гюлетласкач
- Мирослав Костадинов (р. 1976) (Миро) – поп-певец
- Николай Костов футболист на „Добруджа“, бил е треньор на „Левски“ София
- Петър Крумов – композитор диригент, основател на Ансамбъл „Добруджа“, почетен гражданин на Добрич
- Захари Медникаров (1924 – 2007) – композитор, диригент основател на хор „Добруджански звуци“
- Д-р Николай Михайлов (1946) – лекар-психиатър, политик и социален коментатор.
- Янко Мустаков (1891 – 1955), български кмет – на Варна (1935 – 1943) и Скопие (1941 – 1941)
- Галин Никифоров – български съвременен писател, печелил наградата „Роман на годината“
- Мая Новоселска – актриса
- Даниел Пеев – волейболист, бронзов медалист на Световното първенство в Япония през 2006 г. Настоящ помощник-треньор на ВК 'ЦСКА'
- Преслава Пейчева – вокалистка на група „Те“
- Любослав Пенев – футболист, централен нападател и треньор по футбол
- Анастас Петров (1899 – 1978) – основоположник на българския балет
- Георги Петров (1916 – 1984) – аграрен учен
- Жендо Петров (1941 – 2004) – участник в създаването на АЕМО „Стария Добрич“, грънчар
- Ивайло Петров (1923 – 2005) – български писател
- Мария Петрова – аграрен учен
- Атанас Попов, художник, театрален критик и деятел
- Преслава (р. 1984) – попфолк певица
- Ростислав Радилов - Роко – рок изпълнител, композитор и текстописец.
- Венцислав Рачев[3][4] (1987) – писател, почетна грамота от Община Добрич за иновативен подход в работата с млади хора и поетическото изкуство. През 2019 издава дебютната си книга „Лус“, чиито средства дарява на Фондация „Искам бебе“ в помощ на семейства с репродуктивни проблеми.
- Тодор Рачински (1929 – 1980) – аграрен учен
- Румънеца и Енчев – рап певци
- Добра Савова (1932-2024) – народна певица
- Павлета Семова, (р. 1978), актриса и певица
- Верка Сидерова – българска народна певица, солист в Държавният ансамбъл за народни песни и танци – София от 1952 г., почетен гражданин на Добрич, Носител на „Орден Стара планина“
- Димитър Списаревски (1916 – 1943) – виден български летец, известен с прозвището „Летящата торпила“
- Иван Стоянов – дългогодишен диригент на градски духов оркестър Добрич
- Светослав Тодоров (р. 1978 г.) футболист, шампион и голмайстор с „Портсмут“ в английския Чемпиъншип през сезон 2002 – 2003
- Тони Тонев (1956 – 2009) – аграрен учен
- Стоян Цветков (1930 – 2007) – аграрен учен
- Панайот Щерев – аграрен учен
- Николай Янакиев, волейбол. Световен шампион от Кайро 1991 г. Единствената световна титла от колективни спортове в България
- Константина Петрова (р. 1992 г.) – икономист и политик
- Ивайло Мирчев (р.1980г.) - IT предприемач и политик
- Явор Караиванов (р. 1975) - български актьор
- Димитрина Германова (р. 2004) - българска певица и актриса